# Relations entre la Géorgie et la Communauté des États indépendants
La relation entre Géorgie et la Communauté des États indépendants (CEI) est une relation internationale multilatérale entre un pays tiers et une organisation supranationale.

## Histoire
Le 3 décembre 1993, par décision du Conseil des chefs d'État, la Géorgie a été acceptée dans le Commonwealth, et le 9 décembre 1993, elle a rejoint le statut de la CEI.
La Géorgie s'est retirée des ministres de la Défense de la CEI le 3 février 2006, l'appartenance à ce groupe n'étant pas compatible avec la participation à l'OTAN.

### Sortie de la Géorgie de la CEI
Le 12 août 2008, le président géorgien, Mikheil Saakachvili, annonce la volonté du pays de se retirer de la CEI, le 14 août 2008, le parlement géorgien décide à l'unanimité (117 voix) de retirer la Géorgie de l'organisation,. Selon le Statut de la CEI (article 9 du chapitre I), un État membre a le droit de se retirer du Commonwealth. L'État doit notifier par écrit au dépositaire de la présente Charte cette intention 12 mois avant la sortie. Dans le même temps, les obligations nées pendant la période de participation à cette Charte lient les États respectifs à leur pleine mise en œuvre. Le 9 octobre 2008, le ministre des Affaires étrangères de la fédération de Russie, Sergueï Lavrov, a annoncé que le Conseil des ministres des Affaires étrangères des pays de la CEI avait pris la décision formelle de mettre fin à l'adhésion de la Géorgie au Commonwealth à partir d'août 2009. Le 18 août 2009, la Géorgie a officiellement quitté la CEI,,.